# Диван (Кримське ханство)
Дива́н (крим. Divan, دیوان‎, також заст. укр. діван, дуван) — державна рада Кримського ханства, вищий орган влади, який об'єднував функції виконавчої, законодавчої та судової гілок влади. До його складу входили хан, муфтій, калга, нуреддин, беї, візир, кадіаскер, казнадар-баші, дефтердар-баші й інші високопосадовці.
Диван ухвалював остаточні рішення з таких питань, як оголошення війни та миру, надання військової допомоги іноземним державам. Диван був судом вищої інстанції, розглядав цивільні та кримінальні справи, а також справи щодо спорів між мурзами. Тільки Диван міг ухвалити вирок про смертну кару. У Дивані, як правило, відбувалася процедура вступу на посаду або зняття з неї кримського хана. Кадіаскер оголошував вирок за рішенням муфтія, а хан видавав наказ. Диван визначав розмір утримання, що виділялося на ханський двір і палац.
Кучюк Диван (Малий Диван) — рада з невеликим колом посадовців (хан, калга, нуреддин, ор-бей, сераскери, визир, кадіаскер, п'ять беїв) ухвалювали рішення щодо військових походів. Рішення Дивана були обов'язковими для всіх кримських татар незалежно від того, яким складом він збирався.